# Лицей № 37 (Саратов)
Муниципальное автономное общеобразовательное учреждение «Лицей № 37» г. Саратова — общеобразовательное учреждение, расположенное в центре города, занимающееся подготовкой учеников 1-11 классов по нескольким профилям, включая гуманитарный (с 8 по 9 классы), филологический (с 10 по 11 классы), физико-математический (с 8 по 11 классы), естественно-математический (с 8 по 9 классы), социально-гуманитарный (с 10 по 11 классы), химико-биологический (с 10 по 11 классы).

## История
Здание школы № 37 было построено по типовому проекту в 1955 году. Директором школы был назначен Самуил Рувимович Недлин. 1 сентября состоялось торжественное открытие. В этот же период силами самих учеников и сотрудников были произведены работы по благоустройству территории образовательного учреждения. В состав школы на 1 сентября входили 24 класса, 901 учащийся, 42 учителя.
В 23 мая 1957 года состоялся первый выпуск. Звание выпускника школы получил 121 учащийся.
В связи с переходом на 11-летнее обучение в 1960—1961 годы выпуска не было.
В 1961—1962 годах школа была реорганизована в политехническую с производственным обучением в 9—11 классах. В составе школы было 30 классов, 995 учащихся, 45 учителей.
В 1962 году состоялся первый выпуск 11-х классов. Всего было выпущено 42 ученика.
В 1965—1966 годах школа выпустила 488 воспитанников 10-х и 11-х классов.
В 1966—1967 годах произошло слияние школы № 37 и восьмилетней школы № 61 в связи с закрытием последней. В школу № 37 перешли учителя и учащиеся 1—8 классов.
В 1968—1969 годах в школу № 37 были переведены учащиеся и ученики восьмилетней школы № 73.
В 1968 году школа получила название «Средняя общеобразовательная трудовая политехническая школа № 37 с производственным обучением», а в 1970 году она была переименована в «Среднюю общеобразовательную школу № 37 с производственным обучением».
В 1985 году ушёл на пенсию первый директор школы С. Р. Недлин, и его место заняла Светлана Петровна Останина.
В 1988 году директором школы была назначена Алевтина Алексеевна Солдатова, в 1992 году — Николай Петрович Кузькин.
В 1995 году школе был присвоен статус «Школы-лицея», а в 1998 году — «Лицей № 37».
В 2007 году лицей № 37 вошёл в число школ-победителей национального проекта «Образование».
В 2008 году лицей присоединился к проекту «Ассоциированные школы ЮНЕСКО».
31 декабря 2011 году после серьёзных разногласий Н. П. Кузькина с администрацией города и района директору лучшего, по мнению журнала Esquire, лицея Саратова был вручён приказ об увольнении с формулировкой «в связи с утратой доверия».

## Директора лицея
1955 — 1985 гг. — Недлин Самуил Рувимович. «Отличник народного просвещения», «Заслуженный учитель школ РСФСР», выпускник исторического факультета СГУ (окончил с отличием), участник ВОВ, имеет 10 правительственных наград как участник войны.
1985 — 1988 гг. — Останина Светлана Петровна. Учитель русского языка и литературы. В 1963 г. окончила филологический факультет СГУ. После освобождения от должности директора школы продолжает работать учителем по сегодняшний день. Имеет грамоты и награды от министерства образования области, Гороно, мера города, а также удостоена медали Пушкина.
1988 — 1992 гг. — Солдатова Алевтина Алексеевна. Имеет звание «Заслуженный учитель РФ». Учитель математики. После оставления должности директора продолжила педагогическую деятельность в лицее в качестве учителя алгебры и геометрии, а также заместителя директора по учебно-воспитательной работе. Окончила педагогическую деятельность в 2010 году.
1992 — 2011 гг. — Кузькин Николай Петрович. Кандидат педагогических наук, «Соросовский учитель», имеет звания «Заслуженный учитель РФ» и «Почётный работник образования». Окончил механико-математический факультет СГУ. Работал в школах за границей (Республика Конго, Куба). В лицей № 37 попал в качестве учителя математики по распределению. Именно во время его руководства школа приобрела статус лицея, вновь стала одной из лучших в городе, наладила тесные связи с СГУ и СГСЭУ, благодаря чему в Лицее стали проводиться факультативные занятия преподавателями этих университетов.
2011 г. — 2013 г. — Максимов Алесей Владимирович. Один из активных участников процесса реорганизации гуманитарно-экономического лицея и СОШ № 12, путём присоединения последней к ГЭЛу и переселения в здание СОШ № 12. После успешной реорганизации возглавил учебное заведение. Не проработав года, переведен в декабре 2011 г. в качестве и. о. директора в лицей № 37, а с 31 декабря 2011 года назначен директором. 28 августа 2013 года переведен заместителем директора в школу № 1.
2013 г- 25.03.2022 г. — Сафонова Людмила Викторовна Почётный работник общего образования РФ, 2000. Была заместителем министра образования. Окончила Саратовский областной Саратовский государственный педагогический институт им. К. А. Федина, физико-математический, учитель математики и физики,1984.
25 марта 2022 г. — настоящее время — Павлова Лариса Сергеевна

## Достижения учеников и сотрудников лицея
- По состоянию на конец 2011 года в лицее 2 учителя имеют звание «Соросовский учитель» и 4 «Заслуженных учитель РФ»
- Ученик лицея Сергей Зотов стал победителем передачи на телеканале СТС «Самый умный» с Тиной Канделаки[6][7]
- В 2011 году 3-е учеников стали призерами (2-е и 3-е места) международной научно практической конференции «ОТ ШКОЛЬНОГО ПРОЕКТА — К ПРОФЕССИОНАЛЬНОЙ КАРЬЕРЕ»[8]
- В 2010 году ученица лицея была удостоена премии Президента РФ
- 2-е учителей лицея награждены медалью Пушкина[источник не указан 1559 дней]
- В 2005 году ученик лицея Александр Маторин в рамках выпускной работы создал программу для проверки текстов на предмет нарушения авторских прав[9].

## Упоминание в прессе
- Учительская газета: «Говорит и показывает Саратов»
- Учительская газета: «Акценты меняются, суть остается»
- Учительская газета: «Берегите нервы!»